# Clara Schumann
Clara Schumann (született Wieck) (Lipcse, 1819. szeptember 13.– Frankfurt, 1896. május 20.) romantikus német zeneszerző és zongorista, Robert Schumann felesége.

## Élete
Clara Wieck 1819-ben egy híres zongoratanár, Friedrich Wieck lányaként látta meg a napvilágot Lipcse városában. Apja tanította zongorázni, tehetsége hamar megmutatkozott. 1827-ben találkozott először Robert Schumannal. Clara ekkor még csak nyolc, Robert pedig 17 éves volt. A későbbi nagy zeneszerző ekkor még zongoristának készült és Clara apjához járt zongoraórákra. Clara első nyilvános koncertjét a lipcsei Gewandhaus-ban adta, ahol Goethe is hallotta játszani az ifjú tehetséget. Ezután párizsi koncertkörutat tett apjával, ami meghozta számára a sikert és az elismerést. Saját kompozícióval először 1829-ben állt elő, négy polonézt komponált zongorára. 1834 és 1836 között írta, a Soirées Musicales című zongoradarab ciklust, amelyről Liszt Ferenc is elismerően nyilatkozott.
Robert Schumannba tizenhat éves korában szeretett bele. Az akkor már híres zeneszerző, két évvel később fejezte ki szándékait Clara apja előtt, aki ellenezte az esküvőt és lányát eltiltotta kérőjétől. A szerelmesek azonban nem adták fel: a barátokon keresztül tartották a kapcsolatot és Clara mindig zenei üzeneteket küldött a koncertjein Robertnek. Aztán 1840-ben elérték céljukat és egybekeltek. Összesen nyolc gyerekük született, akiket anyjuk gondos zenei nevelésben részesített.
Clara férje műveinek interpretációjával nagy sikereket aratott. Ő volt az egyetlen előadó, aki teljes mértékben meg tudott felelni Schumann igényeinek, és úgy tudta előadni a műveit, ahogy azt ő elképzelte. Clara eközben egymás után írta zeneműveit, de zeneszerzőként nem igazán tudott nagy hírnévre szert tenni. Életében csak mint kiváló tanárt és előadóművészt ismerték el széles körben.
Férje betegsége időközben egyre súlyosabb lett. Robertet hallucinációk gyötörték és 1854-ben egy téli éjszaka rohamot kapott, kikelt az éjszaka közepén az ágyból, és a jeges Rajnába ugrott. Ezután saját kérésére Endenichbe került egy ottani elmegyógyintézetbe, ahol 1856-ban meghalt. Clara férje halála után Johannes Brahms jó barátja lett, akit tanácsaival segített a komponálásban. Brahms 1853-ban látogatta meg először a Schumann házaspárt, akik egyből befogadták. Az ifjú Brahms ekkor reménytelen szerelmet táplált Clara iránt, ami csak később szelídült tartós és mély barátsággá. Az ifjú zeneszerző sokat tanult a tapasztalt és jól képzett zongoraművésznőtől.
Clara úgy próbált enyhíteni férje elvesztése miatt érzett fájdalmán, hogy belevetette magát a munkába. Európai koncertkörutakat szervezett, egészen 1891-ig. Ekkor adta utolsó hangversenyét. Közben 1878 és 1892 között a frankfurti konzervatórium tanára is volt. 1881-től elkezdte összerendezni és kiadni férje műveit, ez a vállalkozása 1893-ban fejeződött be. Élete utolsó éveiben hallási problémái voltak, egy idő után már nem is nagyon hallott semmit. 1896-ban halt meg Frankfurtban. Férje mellé temették el Bonnban. Koncertkörútjai során Budapesten is többször fellépett (1858, 1866, 1868).

## Munkássága
Clara 1830-tól komponált rendszeresen. Művei elsősorban zongora- és kamarazene-darabok. Eleinte főleg a kor virtuóz zenéjének stílusában, saját használatra írta műveit. Később Robert Schumannal igen szoros alkotói kapcsolatot alakított ki, ennek köszönhetően egyre költőibb művek kerültek ki keze alól (Romance pour piano op 11., 1838-39), kölcsönösen átvettek egymástól témákat is, titkos zenei idézeteket használtak. A házaspár közös Bach- és ellenponttanulmányokat is folytatott. Ennek eredményeként prelúdiumokat és fúgákat komponáltak a Wohltemperiertes Klavier mintájára, amik egy részét közösen közre is adták. 1853-tól azonban már csak szórványosan komponált. Ez nyilván összefüggésben volt férje állapotának súlyosbodásával és későbbi halálával. Életműve mindössze 21 darabból áll, annak ellenére, hogy több dokumentum is bizonyítja, hogy fiatalkorában több tucatnyi művet komponált. Ezeknek azonban jelentős része elkallódott.
Fennmaradt viszont 14 éves korában írt zongoraversenye, amely eredetileg Weber egytételes koncertjeinek a hatására készült. A darab ebben a formában is több alkalommal elhangzott különböző koncertek során, de később Clara többtételessé bővítette művét. Korai darabjain Weber mellett Schubert hatása figyelhető meg. Később jó barátságba került Schumann mellett Chopinnel és Mendelssohnnal is. Az ő hatásuknak tudható be, hogy Clara későbbi műveiben a hagyományos formákat meglehetősen szabadon kezelte. Férje halála után két Beethoven és egy Mozart zongoraversenyhez is írt kadenciákat.

## Művei
- 1831• Quatre Polonaises pour le pianoforte, Op. 1
- 1832• 9 Caprices en forme de valse pour le piano, Op. 2
- 1833• Romance variée pour le piano, Op. 3 (C-dúr)
- 1834• Walzer fűr Gesang und Klavier.
- 1835• Valses romantiques pour le piano, Op. 4
- 1835• Quatre pieces caractéristiques, Op. 5 (1. Le Sabbat; 2. Caprice à la Boléro; 3. Romance: 4. Ballet des Revenants)
- 1836• 6 Soirées musicales, Op. 6 (1. a-moll toccatina; 2. F-dúr noktürn; 3. g-moll mazurka; 4. d-moll ballada; 5. g-moll mazurka; 6. a-moll polonéz)
- 1836• a-moll zongoraverseny, Op. 7
- 1837• Variations de concert pour le pianoforte, sur la Cavatine du Pirate, de Bellini, Op. 8.
- 1838• G-dúr impromptu. Souvenir de Vienne
- 1839• d-moll scherzo No. 1, Op. 10
- 1840• Trois Romances pour le pianoforte, Op. 11 (1. esz-moll andante; 2. g-moll andante; 3. a-moll moderato)
- 1841• Am Strande. Robert Burns egyik versének megzeneésítése
- 1841• 3 dal: Zwőlf Gedichte aus F. Rűckert's Liebesfrűling fűr Gesang und pianoforte von Robert und Clara Schumann, Op. 12: 2. Er ist gekommen in Sturm und Regen; 4. Liebst du um Schönheit; 11. Warum willst du and’re Fragen?
- 1841• Die gute Nacht, die ich dir sage
- 1842• g-moll zongoraszonáta
- 1843• 6 dal: Sechs lieder mit begleitung des pianoforte, Op. 13: 1. Ihr Bildnis. Ich stand in dunklen Träumen; 2. Sie liebten sich beide; 3. Liebeszauber; 4. Der Mond kommt still gegangen; 5. Ich hab’in deinem Auge; 6. Die stille Lotusblume
- 1843• O weh des Scheidens, das er tat
- 1844• E-dúr impromptu
- 1845• c-moll-scherzo No. 2, Op. 14
- 1845• Quatre pièces fugitives, Op. 15 (1. F-dúr larghetto; 2. a-moll in poco agitato; 3. D-dúr andante espressivo; 4. G-dúr scherzo)
- 1845•III Praeludien und fugen für das pianoforte, Op. 15
- 1847• Zongoratrió: Trio fur pianoforte, violine und violoncello, Op. 17
- 1848• Mein Stern dal Friederike Serre versére
- 1854• Variationen für das pianoforte über ein thema von Robert Schumann, Op. 20
- 1855• Drei romanzen für pianoforte, Op. 21
- 1855• Drei romanzen für pianoforte und violine, Op. 22
- 1855• Sechs lieder aus jucunde von Hermann Rollet, Op. 23 (1. Was weinst du, Blümein?; 2. An einem lichten Morgen; 3. Geheimes Flüstern; 4. Auf einem grünem Hügel; 5. Das ist ein tag; 6. O lust, O lust. Dedicated to Livia Frege.
- 1885• Impromptu
- 1870• Kadenciák Beethoven G-dúr zongoraversenyéhez, op. 58
- 1870• Kadenciák Beethoven c-moll zongoraversenyéhez, op. 37
- 1891• Kadenciák Mozart d-moll zongoraversenyéhez K. 466

## Fordítás
- Ez a szócikk részben vagy egészben  a   Clara Schumann című francia Wikipédia-szócikk ezen változatának fordításán alapul.  Az eredeti cikk szerkesztőit annak laptörténete sorolja fel. Ez a jelzés csupán a megfogalmazás eredetét és a szerzői jogokat jelzi, nem szolgál a cikkben szereplő információk forrásmegjelöléseként.
- Ez a szócikk részben vagy egészben  a   Clara Schumann című angol Wikipédia-szócikk ezen változatának fordításán alapul.  Az eredeti cikk szerkesztőit annak laptörténete sorolja fel. Ez a jelzés csupán a megfogalmazás eredetét és a szerzői jogokat jelzi, nem szolgál a cikkben szereplő információk forrásmegjelöléseként.